# Михайлов, Евгений (легкоатлет)
Евге́ний Миха́йлов (род. 17 января 1937, Ростов-на-Дону) — советский легкоатлет, специалист по тройному прыжку. Выступал за сборную СССР по лёгкой атлетике в 1960 году, серебряный призёр чемпионата СССР, участник летних Олимпийских игр в Риме. Мастер спорта СССР.

## Биография
Родился 17 января 1937 года в Ростове-на-Дону.
Занимался лёгкой атлетикой в Ростове, на соревнованиях представлял Советскую Армию.
Наивысшего успеха в своей спортивной карьере добился в сезоне 1960 года, когда сначала на соревнованиях в Туле установил свой личный рекорд в тройном прыжке — 16,39 метра, а затем завоевал серебряную медаль на чемпионате СССР в Москве — с результатом 16,25 уступил здесь только титулованному Витольду Крееру. Благодаря череде удачных выступлений удостоился права защищать честь страны на летних Олимпийских играх в Риме — в программе тройного прыжка благополучно преодолел предварительный квалификационный этап, после чего в финале показал результат 15,67 и закрыл десятку сильнейших.
Наравне с Виктором Кравченко и Валентином Дементьевым считается сильнейшим прыгуном тройным в истории ростовского спорта.